# Romà Bancells
Romà Bancells Chavales (Massanet de la Selva, Gerona,  28 de octubre de 1985) es un jugador español de hockey patines, internacional absoluto con España y Cataluña, que ocupa la demarcación de defensa. Actualmente forma parte de la plantilla del Club Hoquei Palafrugell.

## Palmarés selección española
- 1 Campeonato del Mundo "A"  (2009)
- 2 Campeonatos de Europa (2010, 2012)